# Brandbjerg Højskole
Brandbjerg Højskole er en almen grundtvigiansk folkehøjskole mellem Jelling og Vejle.
Højskolen blev grundlagt i 1964 i den gamle herregård Brandbjerg, hvis historie kan føres tilbage til det 16. århundrede. I 1543, hvor Brandbjergs herregård første gang blev nævnt, var den ejet af adelsmanden Peder Juul. Den nuværende hovedbygning blev opført i 1799. Brandbjerg havde op igennem 1800-tallet og starten af 1900-tallet en række skiftende ejere, inden hovedparcellen i 1936 blev solgt til staten. I 1948 købte en sammenslutning af håndværkere herregården og oprettede en håndværkerhøjskole i 1950. Siden 1964 har Brandbjerg herregård fungeret som en almen grundtvigsk folkehøjskole.
I 1970erne blev den store modernistiske skolefløj med undervisningslokaler og værelser bygget af arkitekterne Friis & Moltke. I 1980erne blev højskolens idrætshal bygget, og endelig blev et nyt musikhus indviet i 1996.

## Den grå dame
Brandbjerg Højskole er nok en af de få højskoler, der kan prale med eget spøgelse. Den grå dame, som efter sigende går igen ved midnatstid under fuldmånen, er en smuk ung godsejerdatter, der i 1600-tallet under svensker-krigene boede på Brandbjerg Herregård. Hun forelskede sig i en svensk soldat og besluttede sig til at flygte fra sin strenge far. Men soldaten dukkede aldrig op som aftalt. Tilbage på herregården tvang hendes far den unge pige til at bekende, og han slog hende ihjel.

## Geografi
Brandbjerg betyder stejlt bjerg og højskolen ligger 130 meter over havets overflade på kanten af stejle skrænter. Højskolen ligger i cykelafstand til Jelling og lige på kanten af Grejsdalen. Til skolen hører ca. 100 tønder land, det meste dækket af skov og eng. Brandbjerg Sønderskov er for en stor del naturskov og er udlagt som urørt skov. Grejsdalstien fra Vejle til Jelling går lige nedenfor Brandbjerg Højskole.

## Forstandere
- Bernard Jensen, 1950-58
- Arne Jørgensen, 1958-75
- Svend Slipsager, 1975-92
- Ebbe Lundgaard, 1992-1998
- Søren Juhl, 1998-2003
- Asbjørn Lyby, 2000-08
- Simon Lægsgaard, 2008-

## Profil
Brandbjerg er en almen folkehøjskole, hvor eleverne selv sammensætter deres skema. Den enkelte elev har dermed mulighed for både at fokusere på et enkelt interesseområde eller at få et mere varieret skema. På Brandbjerg Højskole kan man vælge fag over 8 fagmiljøer. Herfra vælger man et A-fag, som fylder mest i skemaet foruden B, C, D, E og Ø-fag. Der er i alt over 65 forskellige fag at vælge imellem. Derudover er der fællesfag, morgensamlinger, højskoleaftner med foredrag mm.
Der er ca. 130 elever pr. semester og ca. 1/5 af eleverne er internationale.

## Lange kurser
Fagmiljøer
- Musik og dans
- Bæredygtighed
- Projektledelse
- Friluftsliv
- Personlig udvikling
- Politik og samfund
- Kunst og håndværk
- Ski og idræt

A-fag
- Musik
- Bæredygtighed i praksis
- Projektledelse
- Friluftsliv
- Kompas
- Keramik
- Skibums

Eksempler på valgfag
- Band/sammenspil
- Elektronisk musik
- Afrogrooves
- Ølbrygning
- Bæredygtigt byggeri
- Træhåndværk
- Politisk aktivisme
- Podcast
- Adventuresport
- Mad over ild
- Havkajak
- Klatring
- Mindfulness og yoga
- Køn, krop og seksualitet
- Naturkraft
- Brætspil
- Maleri
- Linoleumstryk
- Alpin skitur

## Korte kurser
Korte højskolekurser blev opfundet på Brandbjerg, hvor der hvert år nu udbydes +30 forskellige kurser. Hvert år kommer ca. 2000 kursister på ugekurser som:
- Nordic Salsa Camp
- Familiehøjskole
- Tankevækkende Højskole
- Bridge og højskole
- Et smil fra en du ikke kender
- Det skønne liv
- Kys det nu – festival på højskole
- Brandbjerg på Kanten

## Konferencecenter
Brandbjergs lokaler kan også lejes som konferencecenter til foredrag, firmafest, heldagsmøder, kurser mm.

## Foreninger

### Brandbjerg Højskoles Elevforening
Brandbjerg Højskoles Elevforening (BHE) er en frivillig forening for og af nuværende og tidligere elever. Den ledes af en bestyrelse, der består af 9 tidligere elever. BHE skaber møder mellem gamle og nuværende elever på kryds og tværs af årgange og en del medlemmer mødes på Brandbjerg flere gange om året for at skabe arrangementer for foreningens medlemmer. Disse aktive medlemmer hedder Brandbjergs Tropper. På baggrund af foreningens vedtægter og samværspolitik danner bestyrelsen grundlaget for både elevforeningens eksistens og de frivillige troppers arbejde. Brandbjergs Tropper arbejder på projekter som:
- Elevstævne
- Sharing Brandbjerg
- Nordic Salsa Camp
- Skitur
- Ildjælene
- Brandstifteren
- Brandbjerg på Kanten

### Brandbjerg Højskoles Venner
Brandbjerg Højskoles Venner (BHV) er en uafhængig forening, der i samarbejde med Brandbjerg Højskole udnytter højskolens lokale potentiale. Som medlem kan du deltage i flere årlige arrangementer. BHV skaber og støtter arrangementer som:
- Syng, spis og snak
- Naturens Dag
- Lokale vandreture
- Gourmetmiddag
- Fællessang ved højene

### Låneforeningen for Brandbjerg Højskole
Låneforeningen for Brandbjerg Højskole (LBH) blev etableret i marts 2020, da Brandbjerg Højskole stod overfor en konkurstrussel. Brandbjerg Højskoles Elevforening og Brandbjerg Højskoles Venner gik sammen om at etablere Låneforeningen for Brandbjerg Højskole med formålet om, at sælge folkeaktier til private investorer. Målet var at rejse tilstrækkelig kapital til at sikre skolens langsigtede økonomi og vedligehold af bygninger. LBH skabte en økonomisk ressource og solgte folkeaktier for 585.000 kr. Alle aktionærer i Låneforeningen inviteres til en årlig aktionærdag med generalforsamling i marts.